# Pirometalurgia

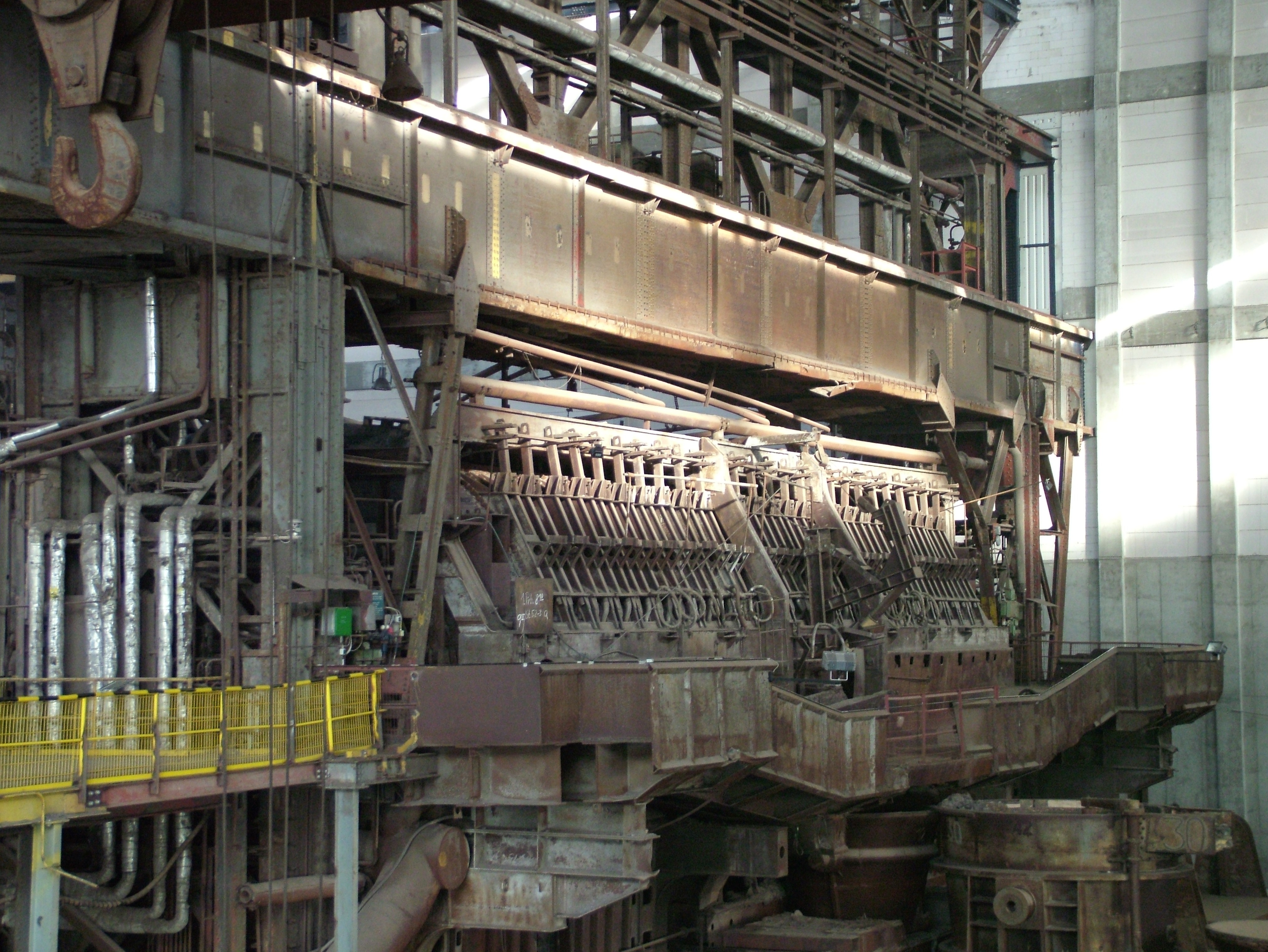
Horno Siemens-Martin

La pirometalurgia es una rama de la metalurgia extractiva en la que se emplean procesos para obtención y refino o refinación de metales utilizando calor, como en el caso de la fundición.
Es la técnica más antigua para extracción de metales. Permite obtener metales a partir de sus menas, directamente o después de ser concentradas, por medio de calor. Se trata principalmente de obtener el metal a partir del mineral, mediante separación de la ganga y purificación de los metales. El rango de temperaturas suele superar los 950 °C.
Para mantener la temperatura a la que el proceso se lleva a cabo, la mayoría de los procesos pirometalúrgicos requiere aporte de energía. Esta energía la proporciona generalmente la reacción exotérmica de alguna variedad de carbón, como el coque, o la energía eléctrica. Según sea el proceso, se añade un agente reductor, que puede ser el combustible. Cuando la reacción exotérmica del material de partida es suficiente para mantener la temperatura del proceso (es decir, sin adición de combustible o de electricidad), se dice que el proceso es autógeno.
La pirometalurgia se emplea mucho porque es más rápida y puede procesar grandes cantidades de mineral. Los demerita una desventaja ambiental: son altamente contaminantes, pues emiten SO2 (anhídrido sulfuroso) y CO2 (anhídrido carbónico).

## Secado
Mediante el proceso de secado se elimina la humedad del material. En general, para secar los sólidos húmedos se les trata con los gases calientes resultantes de la combustión de combustibles fósiles. En el proceso de secado, la cantidad de calor necesaria es igual a la del calor requerido para evaporar la humedad del material sólido. 
En este proceso el agua normalmente se evapora a poco más de 100 °C. Si hay que eliminar también el agua de cristalización se debe aumentar la temperatura hasta 120 °C.
Existe gran variedad de equipos de secado en esta industria metalúrgica..

## Calcinación
La calcinación es la descomposición térmica de un material. Incluye descomposición de hidratos tales como:
- Hidróxido férrico en vapor de agua y óxido férrico o sesquióxido de hierro: 2Fe(OH)3 → 3H2O + Fe2O3

- Carbonato de calcio en óxido de calcio y dióxido de carbono (anhídrido carbónico): CaCO3 → CaO + CO2

- Carbonato de hierro en óxido de hierro y anhídrido carbónico:FeCO3 → FeO + CO2

Los procesos de calcinación se llevan a cabo en diversidad de hornos; entre ellos, los rotatorios y los de lecho fluidizado.

## Tostado
En el proceso de tostado la temperatura provoca reacciones químicas gas-sólido.
La aplicación típica del proceso de tostación consiste en oxidación de minerales de sulfuros metálicos. Estos sulfuros se calientan en presencia de aire a una temperatura que permite que el oxígeno (O2) del aire reaccione con los sulfuros y generen dióxido de azufre (anhídrido sulfuroso): SO2, gaseoso, y óxidos de metal sólido. A menudo al producto sólido del tostado se le denomina «calcinado».
Si las condiciones de temperatura y de aire son tales que el sulfuro se oxida completamente, al proceso se le conoce como «tostado muerto». A veces, como en el caso de pretratamiento para la alimentación de fundición a horno de reverbero o eléctrico, el proceso de tostación se realiza con una cantidad menor de oxígeno que la necesaria para oxidar completamente el mineral. Debido a que sólo en parte se ha retirado el azufre, en este caso se le denomina «tostado parcial».
Finalmente, si las condiciones de temperatura y de aire se controlan de tal manera que al suministrar los sulfuros reaccionan para obtener sulfatos de metal en lugar de óxidos metálicos, al proceso se le conoce como «sulfatación por tostado». A veces las condiciones de temperatura y del aire se pueden mantener de manera que un aporte mixto de sulfuros (de cobre y de hierro, por ejemplo) reacciona de tal modo que un metal genera un sulfato y el otro origina un óxido, el proceso se conoce como «sulfatación selectiva» o «tostado selectivo».

## Fundición
La fundición implica reacciones térmicas en los que al menos un producto es una fase fundida.
Generalmente la temperatura de reacción requerida se obtiene mediante carbón, o sus derivados. Se produce monóxido de carbono (CO), que es un poderoso agente reductor. Este agente reduce el oxígeno del óxido metálico y origina CO2 y el metal elemental.
Puede necesitarse añadir otros materiales como fundentes. Impurezas tales como compuestos de silicio reaccionan con este material y generan escoria,que se puede eliminar fácilmente por flotación.
Minerales de carbonatos también se funden con carbón, pero a veces necesitan ser previamente calcinados.
Por lo general la fundición se lleva a cabo a una temperatura superior al punto de fusión del metal, pero los procesos varían considerablemente según el mineral participante y otras variables.

## Refino
El refino o refinación consiste en eliminación de impurezas remanentes en el material, mediante un tratamiento térmico. Esto comprende una amplia gama de procesos, que requieren diferentes tipos de horno o incluso otra factoría. El término «refinado» también puede referirse a ciertos procesos electrolíticos en frío. Por ello algunos tipos de refinación pirometalúrgica se conocen como «refinado al fuego».
Algunos de los métodos de refino son:

### Volatilización
Obtención del metal o de un compuesto metálico que pasa directamente a gas. A veces se emplea un reactivo intermedio que genera un compuesto volátil del metal. Después de extraer el metal se reutiliza el compuesto. Es refino químico. A veces lo que interesa es el residuo, como en el caso de extracción mediante amalgama, pero a éste no se le considera proceso pirometalúrgico.

### Metalotermia
Consiste en substitución, en un compuesto, de un metal por otro metal más activo o más ávido del metaloide que constituía el compuesto original. Es el caso de la producción de titanio mediante el proceso Kroll.

### Electrólisis ígnea o de sales fundidas
Es la obtención por electrólisis directa de un metal a partir de un compuesto del elemento, calentado hasta fundirlo. La reducción se realiza directamente mediante la corriente eléctrica que atraviesa el baño.
- Datos: Q2372081